# Anisodes purgata
Anisodes purgata là một loài bướm đêm trong họ Geometridae.